# گورستان شتر مله
قبرستان شتر مله مربوط به دوره اشکانیان است و در شهرستان چرداول، بخش شیروان، ۲ کیلومتری جنوب روستای چم جنگل واقع شده و این اثر در تاریخ ۷ اسفند ۱۳۸۶ با شمارهٔ ثبت ۲۱۲۷۹ به‌عنوان یکی از آثار ملی ایران به ثبت رسیده است.